# Tatort: Exitus
Exitus ist ein Fernsehfilm aus der Krimireihe Tatort. Der für den ORF unter der Regie von Thomas Roth  produzierte Beitrag wurde am 4. Mai 2008 erstgesendet. Es ist der 18. Fall des österreichischen Chefinspektors Moritz Eisner, gespielt von Harald Krassnitzer.
Moritz Eisner muss einer Versicherungsgesellschaft ein pietätloses und zutiefst unmoralisches Vorgehen beweisen und einen damit zusammenhängenden Mord aufklären.

## Handlung
Bei einem rätselhaften Verkehrsunfall werden fünf Leichen in einem verunglückten Kleintransporter gefunden – drei Personen waren allerdings schon vor dem Unglück tot. Sonderermittler Moritz Eisner untersucht den Fall und fragt zunächst in dem Krankenhaus nach, aus dem die Leichen stammten und möglicherweise gestohlen wurden. Dabei arbeitet er mit dem Polizisten der Region Bernhard Weiler zusammen, dem auch nicht gleich offenbar wird, wozu jemand Leichen stiehlt. Von Dr. Paula Weisz erfährt Eisner, dass vor kurzem schon einmal eine Leiche verschwunden war. Wie bei den drei „Unfallleichen“ hatte auch sie keine Angehörigen, sodass der Körper letztendlich zu Lehrzwecken der Anatomie überstellt worden wäre. Unerwartet taucht die Leiche der jungen Frau in einem Lehrinstitut in Graz auf. Eisner lässt sie zurück nach Wien bringen und die Untersuchung zeigt, dass die Leiche unzählige Verletzungen aufweist, wie sie bei Autounfällen zu Tage treten. Daraus schlussfolgert er, dass der Leichnam sehr wahrscheinlich als Crashtest-Dummy illegal verwendet wurde. Das erklärt auch den wiederholten Diebstahl und das gut gefüllte Bankkonto, das die zwei Studenten hatten, die bei dem Unfall ums Leben kamen. Möglicherweise steckt eine Versicherung dahinter, die damit das HWS-Trauma praktisch erforschen, da sie jährlich von ihren Versicherten um Millionenbeträge gebracht werden. Gelder, die zum großen Teil nur anhand von Angaben der Geschädigten gezahlt werden müssen, da es keine Vergleichsdaten zu tatsächlich möglichen Auswirkungen eines Unfalls gibt.
Bei seinen Ermittlungen steht Eisner Dr. Paula Weisz beratend zur Seite. Eines Tages wird sie mit durchgeschnittener Kehle im Krankenhaus aufgefunden. Eisner trifft das besonders hart, da er mit Paula in den letzten Tagen auch privat viel Zeit verbracht hatte. So nimmt er an, auf der richtigen Spur zu sein und kontaktiert einen Automobilhersteller. Dort erfährt er, dass in letzter Zeit tatsächlich eine große Versicherung Untersuchungen mit menschlichen Körpern in Auftrag gegeben hatte.
Eisner gelingt es zu beweisen, dass der leitende Prof. Albrecht Gassinger aus der Anatomie des Krankenhauses den Verkauf der Leichen organisiert hat. Als Dr. Paula Weisz ihm auf die Spur kam, hat er sie zum Schweigen gebracht. Doch entzieht sich Gassinger der Festnahme und stürzt sich aus einem Fenster in den Tod.
Um der Versicherung das Handwerk zu legen, kann Eisner die Ehefrau des dortigen Leiters Graf Hagstock von Werfenheim dazu bewegen, gegen ihren Mann auszusagen.

## Rezeption

### Kritiken
Rainer Tittelbach von tittelbach.tv meint zu diesen Tatort: „höhere Werte ohne Verfallsdatum spielen eine wichtige Rolle in diesem Film, in dem sich Eisner hervortut als aufrechter Mensch mit ethisch-sozialen Grundsätzen, ohne dabei als depperter Gutmensch dazustehen. Kriminalistisch gesehen ist ‚Exitus‘ kein großer Film. Aber vom Unterhaltungswert her ein sympathisches Schmankerl.“

„Makaber und kurzweilig ist er, der 'Tatort' aus Wien. […] Und es liegt wohl auch an dem Klamauk, Galgenhumor und dem Wiener Schmäh, dass einem dieser todtraurige Krimi mit der eigentlich starken Botschaft nicht so recht unter die Haut gehen will.“

### Einschaltquoten
Die Erstausstrahlung von Exitus am 4. Mai 2008 wurde in Deutschland von 7,15 Millionen Zuschauern gesehen und erreichte einen Marktanteil von 21,8 Prozent für Das Erste.